# Árnafjarðar kirkja
Árnafjarðar kirkja er en kirke på Færøerne i bygden Árnafjørður på øen Borðoy. Den blev indviet den 10. oktober 1937. Kirken er hjemmehørende i Norðoyar Vestre Præstegæld, Færøerne Provsti, Norðoyar Syssel og Fólkakirkjan í Føroyum. 
Den lange vej til sognekirken i Klaksvík var en af årsagerne til, at 46 af bygdens indbyggere, i august 1932, sendte en ansøgning til Lagtinget om tilladelse til at bygge en ny kirke. I september 1933 godtog  kirkekassenævnet (kirkjukassanevndin) byggeplanen og anmodede bygdens indbyggere om at lave udgravningsarbejdet. Pengene kunne ikke udbetales det år, men de ville efterhånden få tilsagn om støtte så snart Lagtinget havde råd til det. I oktober 1934 begyndte indbyggerne udgravnings og støbearbejdet og i november 1936 stod kirken færdig.
Kirken, er er af beton med et rødt tag af bølgeblik. På taget over vestenden sidder en tagrytter med et lavt pyramidespir, der ender i en fløjstang. Kirken har fire vinduer i hver side med indgangsdøren i vestgavlen. Kirken har tøndehvælv og malede paneler. 
Klokken er støbt af Jysk Jernstøberi, Brønderslev i 1936. 
Altertavlen er malet af Jógvan Waagstein i 1936 og er en kopi efter Bernhard Plockhorst. Orgelet er et Frobenius orgel fra 1919, der er købt fra Rituvik i  1983 og det har 3 stemmer.
I kirken er der plads til 80 personer.

## Ekstern henvisning og kilde
- www.kvf.fo

62°15′18″N 6°32′16″V / 62.25492°N 6.53777°V